# Clube do Carrossel
Clube do Carrossel foi um programa infantil do Sistema Brasileiro de Televisão, cujo primeiro episódio foi exibido no dia 29 de julho de 2013. Idealizado e dirigido por Silvia Abravanel, é inspirado na telenovela brasileira Carrossel de Íris Abravanel, uma adaptação da mexicana Carrusel escrita por Valentín Pimstein que, por sua vez, havia sido inspirada na telenovela argentina Jacinta Pichimahuida, la Maestra que no se Olvida, criada por Abel Santa Cruz. A classificação indicativa da atração é de livre para todos os públicos.
O programa era apresentado por Ana Zimerman e Matheus Ueta que interpretavam os personagens Marcelina e Kokimoto da novela Carrossel seguindo o mesmo formato do matutino Bom Dia e Companhia com desenhos animados e provas contando com a interação dos telespectadores via telefone. Ele foi criado para servir como "tapa-buraco" para no mesmo horário a emissora reprisar a novela Carrossel que não fazia nem um mês que tinha acabado.
Mesmo tendo uma ótima audiência nos últimos programas ele acabou sendo substituído pela novela, porém a mesma não vingou na audiência e acabou sendo retirada.

## Antecedentes e desenvolvimento
Após o sucesso de audiência e comercial da novela infantil Carrossel, os atores Matheus Ueta, Jean Paulo Campos, Ana Zimerman e Maisa Silva que interpretavam os personagens Kokimoto, Cirilo, Marcelina e Valéria, respectivamente na atração, substituíram Priscilla Alcântara e Yudi Tamashiro no infantil Bom Dia & Cia., que ficaram à frente da atração desde 2005.
Com o fim da trama, os pais dos telespectadores infantis da trama demandaram contra o fim da novela, fazendo que a diretora de outros programas infantis do SBT, Silvia Abravanel, gravasse um episódio piloto do "Clube do Carrossel", contendo os mesmos apresentadores do Bom dia & Cia.

## Formato
Como outros programas infantis do SBT, Clube do Carrossel consiste com a exibição dos desenhos animados além de provas que eram interagidas com o telespectador via telefone com direito a prêmios gratuitos. O programa era comandado pelos atores mirim Ana Zimerman e Matheus Ueta, que interpretaram os personagens Marcelina e Kokimoto, respectivamente, da novela Carrossel e atuavam no programa como os próprios personagens no mesmo cenário da novela. Além disso contava com várias esquetes com cenas da novela sendo apresentadas.

## Audiência e repercussão
Na semana de estreia, o programa marcou no primeiro dia 6 pontos de média na Grande São Paulo e sete no Rio de Janeiro, ficando em terceiro lugar nas duas praças. Em sua terceira exibição, Clube do Carrossel caiu para 4 em São Paulo, continuando sendo o terceiro programa mais assistido do horário das 18h30 no dia. Na segunda semana, ficou com 5 pontos no Ibope. No último programa exibido, o Clube do Carrossel marcou 4 pontos de média (referentes à Grande São Paulo), enquanto que no mesmo horário a Rede Globo liderou com 19 pontos e a Record e a Band marcaram 8 e 5, respectivamente, com seus policialescos.
A jornalista Heloisa Tolipan do Jornal do Brasil percebeu que a intenção da atração era aproveitar o sucesso que Carrossel fez até o final e "à primeira vista, sem grande alarde, o programa infantil [...] parece que vai conseguir cumprir seu papel." Tolipan considerou a missão de Clube do Carrossel difícil, pois ele enfrenta o jornalismo e a maior audiência da Rede Record, o Cidade Alerta: "Serão brincadeiras + desenhos contra um sensacionalismo eficiente".

## Desenhos animados exibidos
Os desenhos animados exibidos no programa foram: 
- Andy e seu Esquilo
- Dick Vigarista e Muttley
- Tom & Jerry
- Papa-Léguas e Coyote
- As Meninas Super Poderosas (1998)
- Scooby Doo
- Duck Dodgers
- Hi Hi Puffy Ami Yumi